# THE MARGINAL SERVICE
《THE MARGINAL SERVICE》(더 마지널 서비스)는 3Hz 제작의 일본의 애니메이션 작품이다. 2022년 11월 10일에 제작 발표되어, 2023년 4월부터 6월까지 닛폰 TV 등에서 방송되었다.

## 줄거리
재팬의 시부쥬쿠(澁宿). 불가해한 사건에 휘말린 전 형사 브라이언 나이트 레이더 아래 국가 주도로 출범한 수수께끼의 조직 마지널 서비스로부터 채용 통지서가 도착한다.
마지널 서비스는 경계인이라고 불리는 실재가 있을 수 없는 전설의 생물의 범죄를 단속하고 그 존재를 은폐하는 '알려진 이케나이 신서비스'였다. 브라이언은 그 수사관이 되어, 제노를 포함한 모아진 개성 넘치는 정예들과 함께 니카포카를 착용해, 밤낮 경계인과 대치하면서 지구를 지키는 일에 몸을 던지게 된다.

## 등장인물
브라이언 나이트레이더
성우 - 미야노 마모루
주인공 수사관. 파천황한 성격으로 원래는 검거율이 높은 우수한 형사였지만, 어느 날 불상사를 일으켜 마지널 서비스에 배속되게 되어, 제노와 짝을 짓게 된다. 형사가 된 이유는 자신을 버린 아버지를 돌아보기 위해서.
제노 스토크스
성우 - 모리카와 토시유키
브라이언의 파트너가 된 수사관. '퍼펙트 오더'라는 이명을 가진다. 임무 수행을 위해서라면 희생은 마다하지 않는 위험한 면도 있다.
볼츠 덱스터
성우 - 스기타 토모카즈
수사관. 컬러 블랙 큰 남자. 프로틴을 자주 마신다. 로빈과는 실랑이가 끊이지 않는 사이.
로빈 팀버트
성우 - 나카무라 유이치
수사관. 경박한 청년. 볼츠와는 실랑이가 끊이지 않는 사이.
라이라 캔디하트
성우 - 나즈카 카오리
히로인의 IT 운영자. 아름다움에 집착한다. 마지널 서비스의 홍일점.
사이러스 N. 쿠가
성우 - 시모노 히로
의료 담당으로 전 연구원. 경계인을 포함한 모든 생물의 수술을 할 수 있는 유능한 인물. 그 반면 말은 별로 하지 않는다.
시어도어 톰슨
성우 - 미키 신이치로
지휘관. 말수는 적고, 촉촉한 성격이지만, 가끔 본질을 찌르기도 한다. 겉으로는 오컬트 숍의 점주로, 상당히 오컬트 취미인 면이 있다.
펙 데스몬트
성우 - 우치야마 코우키
인간의 말을 말하는 경계인의 마스코트. 외형과 달리 입이 나쁘다.
러버 수트
성우 - 우치다 유마
인기 아이돌. 브라이언이 신경쓰는 인물이지만, 실은 경계인의 리더격. 자신들의 장애가 되는 마지널 서비스를 적시하고 있다.
겐조 사카키
성우 - 사이토 지로
브라이언의 형사 시절의 상사. 교활하고 싫은 성격. 무모한 수사만 하는 브라이언을 싫어하고, 그를 해고한 장본인. 그 정체는 경계인으로, 드래그의 밀매에 관여하고 있었다. 경계인의 모습으로는 주위 환경에 의태해 투명하게 될 수 있다. 브라이언과 재회했을 때는 악의의 입막음으로 그를 죽이려고 했지만, 마지널 서비스의 멤버에게 쓰러졌다.
대니 글러브
성우 - 이노우에 고
브라이언의 형사 시절의 전 파트너이자 동료. 이야기 시작 시점에서 이미 고인. 범인 추적 중에 총탄을 받고 사망. 브라이언과는 사이가 좋고, 프라이빗에서도 함께 낚시를 즐기기도 했다. 브라이언에게 재킷 값을 빌려줬지만 아직 돌려주지 않았다.

## 스태프
- 원안 - 재팬 경계인 대책실(ジャパン境界人対策室)[4]
- 감독 - 사코이 마사유키(迫井政行)[2][4]
- 시리즈 구성 - 이하라 켄타(猪原健太)[2][4]
- 캐릭터 디자인 - 코자카이 요시오(小堺能夫)[2][4]
- 미술 디자인·메카니컬 디자인 - 이시구치 쥬(石口 十)[4]
- 경계인 디자인 - 하시모토 코이치(橋本浩一), 토다마(とだま。)[4]
- 디자인 웍스 - 아키즈키 료(あきづきりょう)[4]
- 그래픽 아트 - 아라키 히로후미(荒木宏文)[4]
- 미술 감독 - E-카에사루(E-カエサル)[4]
- 색채 설정 - 코지마 마키코(小島真喜子)[4]
- 촬영 감독 - 하나이 노부마사(花井延昌)[4]
- 편집 - 사다마츠 고(定松 剛)[4]
- 음향 감독 - 타카쿠와 하지메(髙桑 一)[4]
- 음향 효과 - 이나다 유스케(稲田祐介)[4]
- 음향 제작 - dugout[4]
- 음악 - 세오 유스케(瀬尾祐介)[4]
- 음악 제작 - 지라프 킥 스튜디오[4]
- 프로듀서 - 카시마 슌(鹿嶌 舜), 아라이 코타(新井皐太), 이케다 켄지(池田健司), 오가사와라 유키(小笠原由紀), 모리이 유스케(森井佑介), 오쿠나가 요시마사(奥永祥正)
- 애니메이션 제작 - Studio 3Hz[4]
- 제작 - THE MARGINAL SERVICE PROJECT

## 주제가
Quiet explosion
미야노 마모루에 의한 오프닝 테마. 작사·작곡·편곡은 sty.
Salt & Sugar
우치다 유마에 의한 엔딩 테마. 작사는 마에사코 준야, 츠치야 아스카, 작곡은 마에사코 준야, 사카모토 유카, 편곡은 사카모토 유카.
Love & Universe
러버 수트(우치다 유마)에 의한 삽입곡. 작사는 마에사코 준야, 츠치야 아스카, 작곡은 마에사코 준야, 사카모토 유카, 편곡은 사카모토 유카.